# Thladiantha davidii
Thladiantha davidii là một loài thực vật có hoa trong họ Cucurbitaceae. Loài này được Franch. miêu tả khoa học đầu tiên năm 1886.